# 몰타 기사단의 문장

몰타 기사단의 문장

몰타 기사단의 문장은 18세기에 제정되었다. 왕관이 올려진 검은색 망토 가운데에는 금색 테를 두른 빨간색 방패가 그려져 있다. 방패 안에는 은색 성 게오르기우스 십자가 그려져 있으며 방패 뒤에는 은색 몰타 십자가 그려져 있다. 몰타 십자 뒤쪽에는 은색 묵주가 그려져 있고 묵주 끝부분에는 몰타 십자가 달려 있다.

## 같이 보기
- 몰타 기사단의 기